# Josefina Esparza Soriano
Josefina Esparza Soriano (Puebla, 6 de enero de 1927-Puebla, 8 de febrero de 2009) fue una maestra y también compositora del himno al estado de Puebla.

## Biografía
Nació en la Ciudad de Puebla el 6 de enero de 1927, Josefina Esparza Soriano, fue la segunda de trece hermanos, siendo el primogénito el escritor Antonio Esparza Soriano. Sus aptitudes en el terreno de la poesía y los cuentos infantiles, la llevó a ser una destacada maestra en diferentes niveles educativos, periodista, escritora, historiadora, poeta y fundadora de la Casa de la Cultura de Izúcar de Matamoros, primera Casa de Cultura en el estado de Puebla y que lleva su nombre.
Sus estudios profesionales los realizó en el Instituto Normal del Estado de Puebla; al concluirlos, obtuvo su primer trabajo en la Escuela Primaria Lázaro Cárdenas, ubicada en la Ciudad de Atlixco.
La Dirección de Educación la envía a la Ciudad de Cholula, permitiéndole continuar con sus estudios de especialización en la Universidad Autónoma de Puebla y en la Universidad de las Américas.
Josefina Esparza falleció el 7 de abril del 2009 a causa de un infarto a la edad de 82 años.

## Himno del estado de Puebla
En el mes de septiembre del año 2000, cuando el entonces gobernador, Melquiades Morales Flores, lanzó la iniciativa para componer el Himno del Estado de Puebla en octubre de aquel año, la convocatoria se lanzó a los habitantes del Estado de Puebla a través de la Secretaría de Cultura para participar en el Concurso para la creación del Himno al estado de Puebla, en junio de 2001, aún no se tenían resultados sobre la convocatoria que se abrió para el público en general y se le hizo una petición a la maestra Josefina Esparza Soriano para que elaborara la letra del Himno para el estado de Puebla.
Una vez que la Maestra Esparza Soriano presentó la letra, se le solicitó al profesor Juan Arturo Ortega Chávez encargarse de la música para la letra.